# Samoobsluha
Samoobsluha označuje v oblasti obchodu a veřejných služeb zařízení s volným výběrem zboží. Zákazník zde, na rozdíl od pultových prodejen, při nakupování zboží obsluhuje sám sebe. V novější době je samoobslužnost rozšiřována z výběru zboží i na placení, formou samoobslužných pokladen. 
Termíny „samoobsluha“ a „samoobslužný“ se používají nejen k označení maloobchodních prodejen, ale též k označování různých způsobů samoobslužného odbavování cestujících, samoobslužných jídelen, prodejních automatů atd.

## Historie

### První samoobsluhy v USA
První dvě samoobsluhy byly podle některých zdrojů zavedeny roku 1912 v Kalifornii.
Podle jiných zdrojů byla první samoobsluhou samoobsluha Piggly Wiggly Stores s kontrolní pokladnou, kterou 6. září 1916 (j. ú. 11. září 1916) otevřel Clarence Saunders z Memphisu ve státě Tennessee na ploše 1125 čtverečních stop, tzn. cca 300 m2 včetně skladu. V roce 1917 si Saunders nechal koncept Self-Serving Store patentovat, založil na tomto principu i první, svůj vlastní obchodní řetězec.
První velká samoobsluha, tedy supermarket, byla King Kullen Food Store, kterou otevřel Michael Cullen roku 1930 na Long Islandu v USA. Do konce 30. let bylo po celé Severní Americe cca 2600 samoobslužných prodejen různých typů a velikostí.

### Samoobsluhy v Československu a Česku
Prvky samoobslužného prodeje se náhodně objevovaly již před organizovaným zaváděním. Například město Sázava na svém webu uvádí, že první samoobsluhou v Čechách[kdy?] byl krám manželů Henychových se smíšeným zbožím v čp. 1 na Sázavě, kde dcera Marie měla úrazem sníženou pohyblivost, a tak jen dirigovala zákazníky, kde si co mají vzít.
Ideu samoobslužného prodeje začalo v Československu prosazovat Ministerstvo vnitřního obchodu, které od roku 1956 vysílalo své pracovníky nabírat zkušenosti do Spojeného království a do Švédska, kde měli (v rámci Evropy) se samoobslužným prodejem největší zkušenosti. První moderní československá potravinářská samoobsluha byla otevřena 1. června 1955 v Praze na Žižkově, v Husitské ulici čp. 78. Do konce roku pak po celém Československu vzniklo na 80 dalších, podobně koncipovaných samoobsluh, v moravské části republiky byla pravděpodobně první samoobsluha potravin otevřena téhož roku v Brně, a to na rohu Koliště a Křenové.
Hromadné zavádění samoobslužného prodeje však začalo až v letech 1958–1959. Například v Liberci byla 16. června 1958 otevřena první samoobslužná drogerie, jedna z tehdy největších samoobsluh na potraviny byla otevřena 3. listopadu 1958 v paláci Dunaj, a své první samoobsluhy se dočkalo například i okresní město Blansko.Do konce roku 1965, tedy o deset let po první prodejně na Žižkově, už bylo v ČSSR asi 10 000 prodejen tohoto typu.

## Maloobchodní prodej
Nejběžnější formou je samoobslužná prodejna převážně s potravinářským sortimentem, označovaná jako samoobsluha, supermarket či hypermarket. Zákazník si vybrané zboží ukládá do nákupního košíku nebo nákupního vozíku a poté jej přinese k pokladně u východu z prodejní plochy. Prodejní plocha je přiměřeně zajištěna a hlídána, aby zákazníci neodcházeli bez zaplacení nebo nevynášeli nezaplacené věci. Termín „samoobsluha“ se začal používat se zaváděním tohoto systému prodeje a po zdomácnění termínu supermarket v 90. letech poněkud ustupuje.
V období před vznikem samoobsluh bylo mnohé zboží při prodeji váženo nebo rozléváno z velkých balení. Vznik samoobsluh si vyžádal, aby téměř veškeré zboží bylo dodáváno v malých, spotřebitelských baleních. Značné zvýšení efektivity prodeje později přineslo zavedení čárového kódu na zboží.

### Zabezpečení
Zabezpečení proti krádežím zboží spočívá u malých samoobsluh obvykle jen v dozoru pokladních či dalších pracovníků prodejny. Velké prodejny si často najímají bezpečnostní agentury či vlastní specializované hlídače. Prodejny mohou být vybaveny kamerovým systémem, někdy mívají u vstupu jednosměrný turniket.
V některých samoobsluhách je vyhlášena povinnost hlásit nebo nechat si označit při vstupu do prodejny věci, které zákazník zakoupil v jiné prodejně, popřípadě je povinen takové věci odložit do úschovních skříněk.[zdroj?]
Kompetence hlídačů při kontrole zákazníků jsou tématem různých sporů a diskusí, protože i pouhá preventivní prohlídka v případě podezření může značně poškodit pověst zákazníka i v případě, že se krádeže nedopustil.
Nákupní vozíky jsou v některých prodejnách vybaveny zařízením, které umožní uvolnění vozíku z řady nebo ze stojanu pouze po vložení mince, která se zákazníkovi vrací teprve po opětovném zapojení vozíku do řady. Velká nákupní centra, u nichž je možno s vozíkem legálně vyjíždět k parkovišti, však i tak mají potíže s jejich rozkrádáním.

## Odbavování v dopravě

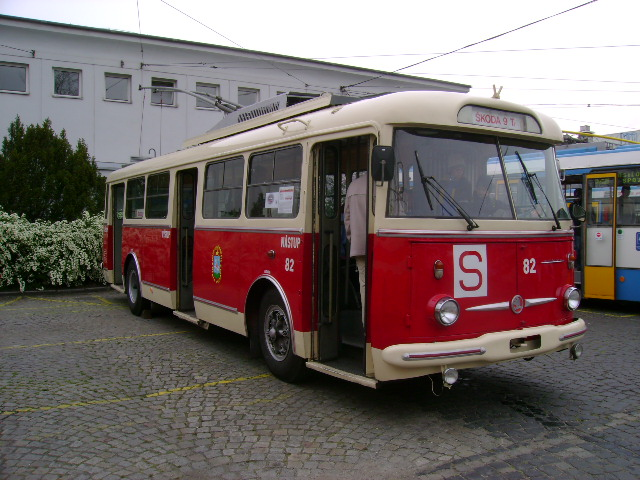
Písmeno S na trolejbusech a autobusech označovalo samoobslužný provoz v dobách, kdy se většinou pracovalo ještě s průvodčími

Od šedesátých let 20. století začal být zaváděn v některých prostředcích městské hromadné dopravy samoobslužný systém odbavování cestujících, kdy jízdenky přímo nevydával průvodčí ani řidič. Zpočátku to znamenalo pouze tolik, že cestující vhazovali odpočítané mince do kasičky vedle řidiče a sami si utrhli jízdenku, přičemž řidič na odběr jízdenky letmo dohlížel (v Olomouci vydržel podobný systém až do 80. let). V Praze byla vozidla se samoobslužným odbavováním označena zepředu výrazným písmenem S. Později byly zaváděny systémy, při nichž si cestující ve vozidle sám označoval jízdenky zakoupené v předprodeji. Podobné systémy jsou od 90. let 20. století zaváděny i na některých regionálních železničních tratích pod souhrnným názvem specifický způsob odbavování cestujících.

## Další služby
Se samoobslužným prodejem se jinak setkáváme například při automatickém prodeji pomocí prodejních automatů (např. nápojových automatů), při samoobslužném výdeji jízdenek, při výdeji hotových peněz z bankomatů atd. apod. Existují i samoobslužná kina, hotely, restaurace, výtahy, lanové dráhy a další samoobslužné veřejné služby.
U čerpacích stanic pohonných hmot se samoobslužné čerpání ze stojanů stalo postupně samozřejmostí.
„Samoobslužné“ jídelny (které ovšem ve skutečnosti byly spíše zavedením pultového způsobu prodeje v oboru, ve kterém je jinak obvyklé obsluhování u stolů) se nazývaly automaty. Proslulý byl například automat Koruna (již zrušený) v dolní části Václavského náměstí v Praze, který tento název užíval již počátkem 20. století.
Pivní samoobsluhu, v níž si zákazníci sami čepují pivo z pípy s průtokoměrem, zavedla Hanácká pivnice v centru Olomouce na podzim 2004. Později byl samoobslužný výčep zaveden i například v pražské restauraci Jarmark ve Vodičkově ulici a v Brně v restauraci Mamut na Baštách, nebo v restauraci U Lasa v Merhautově ulici.